# Thury-Harcourt-le-Hom
Thury-Harcourt-le-Hom es una comuna nueva francesa situada en el departamento de Calvados, de la región de Normandía.

## Historia
Fue creada el 1 de enero de 2016, en aplicación de una resolución del prefecto de Calvados de 22 de diciembre de 2015 con la unión de las comunas de Caumont-sur-Orne, Curcy-sur-Orne, Hamars, Saint-Martin-de-Sallen y Thury-Harcourt, pasando a estar el ayuntamiento en la antigua comuna de Thury-Harcourt.
La comuna se denominó Le Hom hasta el 31 de diciembre de 2021.

## Demografía
| Gráfica de evolución demográfica de Thury-Harcourt-le-Hom entre 1800 y 2013 |
|                                                                             |

Los datos entre 1800 y 2013 son el resultado de sumar los parciales de las cinco comunas que forman la nueva comuna de Thury-Harcourt-le-Hom, cuyos datos se han cogido de 1800 a 1999, para las comunas de Caumont-sur-Orne, Curcy-sur-Orne, Hamars, Saint-Martin-de-Sallen y Thury-Harcourt de la página francesa EHESS/Cassini. Los demás datos se han cogido de la página del INSEE.

## Composición
| Comuna delegada        | Código INSEE | Población (2013) | Superficie (km²) | Densidad (hab./km²) |
| ---------------------- | ------------ | ---------------- | ---------------- | ------------------- |
| Caumont-sur-Orne       | 14144        | 86               | 0.92             | 93                  |
| Curcy-sur-Orne         | 14213        | 476              | 13.57            | 35                  |
| Hamars                 | 14324        | 442              | 9.44             | 47                  |
| Saint-Martin-de-Sallen | 14628        | 618              | 18.10            | 34                  |
| Thury-Harcourt         | 14689        | 2022             | 4.90             | 413                 |